# Sison (Pangasinan)
Sison ist eine Stadtgemeinde in der philippinischen Provinz Pangasinan und grenzt im Norden an die Provinzen La Union und Benguet. Das Gelände von Sison ist im Westen sehr flach und steigt im bergigen Osten bis auf 700 Meter über dem Meeresspiegel an.
Einige Einwohner sind in einem großen Steinbruch im Osten der Gemeinde beschäftigt, aber auch hier lebt der größte Teil der Bevölkerung von der Landwirtschaft.
Sison ist in folgende 28 Baranggays aufgeteilt:
| - Agat - Alibeng - Amagbagan - Artacho - Asan Norte - Asan Sur - Bantay Insik - Bila - Binmeckeg - Bulaoen East - Bulaoen West - Cabaritan - Calunetan - Camangaan | - Cauringan - Dungon - Esperanza - Killo - Labayug - Paldit - Pindangan - Pinmilapil - Poblacion Central - Poblacion Norte - Poblacion Sur - Sagunto - Inmalog - Tara-Tara |

Anmerkung: Población (spanisch für Population) bezeichnet auf den Philippinen oft mehrere im Zentrum einer Stadtgemeinde liegende Barangays.